# Agostino Chigi
Agostino Chigi (zwany Wspaniałym, ur. 1466 w Sienie, zm. 1520 w Rzymie) – włoski bankier i mecenas sztuki.

## Życiorys
Pochodził z Sieny, jego rodzina zajmowała się handlem zbożem i bankowością. Agostino Chigi stał się najbogatszym kupcem Europy za sprawą uzyskania monopolu na dzierżawę kopalń ałunu, wykorzystywanego do wyprawiania skór i barwienia tkanin. Utrzymywał kontakty handlowe z miastami-państwami Półwyspu Apenińskiego, Konstantynopolem i Niderlandami. Po zamieszkaniu w Rzymie był bankierem papieży: Aleksandra VI, Juliusza II i Leona X. Za sprawą Juliusza II Chigi uzyskał prawo posługiwania się herbem rodziny Della Rovere oraz tytuł księcia palatyńskigo. W latach 1509–1512 wybudował willę, znaną jako Villa Farnesina Za sprawą prowadzenia wystawnego trybu życia był nazywany Wspaniałym.
Dla Agostina Chigiego pracowali: Rafael Santi, Sebastiano del Piombo, Giulio Romano, Giovanni Antonio Bazzi i Baldassare Peruzzi, utrzymywał kontakt również z weneckimi twórcami. Sebastiano del Piombo trafił do Rzymu za sprawą polecenia Chigiego. Na zlecenie Chigiego Baldassare Peruzzi zaprojektował Villę Farnesina, a w 1511 roku Rafael Santi, Sebastiano del Piombo oraz Peruzzi namalowali we wnętrzach wilii freski. Pędzla Rafaela był Triumf Galatei, Sebastiana del Piombo Polifem, a Peruzziego Horoskop Agostina Chigiego. W następnych latach Chigi zlecił Rafaelowi udekorowanie kaplic rodzinnych w kościołach Santa Maria del Popolo i Santa Maria della Pace w Rzymie.
W 1512 roku ożenił się z Francescą Ordeachii, wcześniej bezskutecznie starał się zawrzeć związek małżeński z Małgorzatą, córką Franciszka II Gonzagi, władcy Mantui. Ponadto Chigi utrzymywał romans z rzymską kurtyzaną Imperią Cognati. Po zawarciu związku małżeńskiego z Francescą Ordeachii Imperia popełniła samobójstwo.